# WITS Academie
WITS Academie is een Amerikaanse tiener-sitcom. De serie ging op 5 oktober 2015 in première ging bij Nickelodeon. Het is een één seizoen durende spin-off van de Amerikaanse televisieserie Verhekst!. De serie werd gemaakt door Catharina Ledeboer en Mariela Romero.

## Plot
De beste vriendin van Emma uit de televisieserie Verhekst!, Andi, mag naar de academie voor heksen en tovenaars voor de opleiding tot beschermer voor de uitverkorene. De serie volgt haar avonturen op deze school en haar klasgenoten en het nieuwe hoofd van de academie, Agamemnon. Een cruciale rol speelt de dyadeboom die op het schoolterrein staat en die een connectie heeft met de mensenwereld. Door Ruby, een klasgenoot van Andi, is de dyadeboom ziek geworden, en als de dyadeboom niet snel wordt hersteld, zullen alle heksen en tovenaars die in de mensenwereld leven hun krachten verliezen. Maar al snel hebben alle heksen en tovenaars in de academie de boom weer hersteld. Luke en Andi worden op de laatste aflevering een koppel.

## Afleveringen
| Seizoen | Afleveringen | Uitgezonden    | Uitgezonden     | Uitgezonden      | Uitgezonden    |
| Seizoen | Afleveringen | Start seizoen  | Seizoensfinale  | Start seizoen    | Seizoensfinale |
| ------- | ------------ | -------------- | --------------- | ---------------- | -------------- |
| 1       | 20           | 5 oktober 2015 | 30 oktober 2015 | 29 februari 2016 | 25 maart 2016  |

## Rolverdeling

### Hoofdrollen
- Daniela Nieves als Andi Cruze
- Julia Antonelli als Jessie Novoa
- Ryan Cargill als Luke Archer
- Jailen Bates als Ben Davis
- Jazzy Williams als Kim Sanders
- Kennedy Lea Slocum als Ruby Webber
- Todd Allen Durkin als Agamemnon

### Bijrollen
- Tyler Perez als Cameron Masters
- Lidya Jewett als Gracie Walker
- Andrew Ortega als Sean De Soto
- Meg Crosbie als Emily Prescott
- Timothy Colombos als Ethan Prescott

### Gastrollen
- Peter Dager als Harris
- Erin Whitake als Sienna
- Andrea Canny als Amelia Foiler
- Michael St. Pierre als Leopald Archer
- Paola Andino als Emma Alonso

## Geschiedenis
WITS Academie werd aangekondigd op 25 februari 2015 en ging van start op 5 oktober 2015 in Amerika. Op 30 oktober 2015 werd de laatste aflevering uitgezonden. Pas maanden na afloop van de serie die aanvankelijk gepland stond om meerdere seizoenen te gaan lopen maakte de acteur Todd Allen Durkin die Agamemnon speelde bekend dat er geen tweede seizoen zou komen. Op 29 februari 2016 ging de serie in Duitsland, Nederland en België in première, in Nederland en België onder de naam WITS Academie en in Duitsland als Magie Akademie.
In Engeland en Ierland ging de serie op 5 januari 2016 in première op Nickelodeon.
De opnamen voor WITS Academie gingen van start in het voorjaar van 2015.